# Апачи
 Тази статия е за индианската етническа група.  За административния окръг в САЩ вижте Апачи (окръг).  
Апачите (на английски: Apache, в български текстове разпространено и като апахи) са индиански народ от Северна Америка, който понастоящем живее в югозападната част на САЩ. В езиково отношение принадлежат към атабаското езиково семейство.
Самоназванието на апачите е дине (още и дене или н'дее в различните диалекти), означаващо „хора“, „народ“. Същото име, дине, използват и съседите им от племето навахо, които по произход и език са близкородствени с апачите. Името апачи (често погрешно „апахи“) произлиза от думата „апачу“ (враг) в езика на племето зуни.
Апаческите племена се делят на три основни групи: западни апачи (белопланински, сан-карлос, кибеку, северни и южни тонто), централни (чирикауа) и източни апачи (мескалеро, липан). От своя страна тези племенни подразделения се състоят от редица локални общини, носещи свои имена.
Две други обособени групи апачи са хикарийя и кайова-апачите. Те са се отделили по-рано от основната маса на апачките племена и са възприели редица черти от културата на индианците от равнините.
В периода XII-XIV век апачите мигрират от Централна Канада и придвижвайки се все по на юг, достигат земите на днешните американски щати Ню Мексико и Аризона, където се заселват трайно. До началото на XVIII век част от апаческите племена обитават областта на Великите равнини, от днешния щат Тексас до Небраска на север, както и северните райони на Мексико. Постепенно в хода на миграцията на други индиански племена апачите са изтласкани от голяма част от територията на равнините и в средата на XVIII век земите им се ограничават до Аризона, Ню Мексико, част от западен Тексас и северно Мексико. Войнствен народ, апачите непрекъснато враждуват с племената пуебло, с команчите, кайова и с други свои индиански съседи, както и с мексиканците, а по-късно и с американците. Те фактически са последните северноамерикански индианци, които губят свободата си. Днешните апачи живеят в резервати на територията на щатите Аризона, Ню Мексико и Оклахома. Днес тяхната обща численост е около 16 000 души.

## Име
Английското „апачи“ идва от испанското „апаче“, което се появява за първи път през 1598 г., записано от Хуан де Онате в Пуебло Сан Хуан. Повечето хора смятат, че това е дума от езика на зуните – а’пачу (мн. ч.), което означава врагове и се отнася до навахите. По времето на Онате няма разграничаване между навахите и апачите. Някои автори след Онате смятат, че името идва от дума в езика на явапаите, „ахуаача“. Трета хипотеза е, че думата апаче произлиза от испанската „мапаче – ракун (миеща мечка)“, поради характерното за много апачески групи боядисване на лицето с една широка бяла линия под очите. В ранните испански записи се срещат и варианти на името като Ападее, Апичес.
За първи път в английски текстове името се споменава от експедицията на Зебулон Пайк през 1805 – 1807 г. във вариант Аппачи или Аппичи, Апачс.
Първоначално апачи е термин, който включва няколко племена в Югозапада. Между 1605 г. и 1850 г. името се използва както за апачите и навахите, така и за явапаите, понякога за хавасупаите, и за команчите и мохаве.
Имената на апачите в някои от другите индиански езици в региона:
- Тоас – хиуана
- Тева – сабе
- Сандиа – апаче таинин
- Ислета – апачиде
- Пикури – хеуиане
- Зия – чише
- Кадо – ишикуита
- Хавасупаи – хуаа (хуаче)
- Юма – апач
- Команчи – тааши, ташихи (за кайова-апачите)
- Тонкава – апаче
- Поуни – катака
- Кайови – тегуи (за кайова-апачите) и каапае туп (кауапату, ка-патоп) за апачите като цяло.
- Арапахо – такахинена (за кайова-апачите)
- Шайени – мутсианатаниу
- Лакота – чинчакинзе[2]

### Остарели или излезли от употреба имена на апачески групи
- Чичимека – науатъл термин приложен от испанците към индианците в Северно Мексико и Югозапада.
- Куеречо – име дадено от експедицията на Франциско Васкес Коронадо на номадска група. По-късно в 1583 г. така е наречена група, живееща в планините западно от Рио Гранде близо до Акома.
- Тея – име на друга номадска група в равнините дадено от експедицията на Коронадо. Не се споменава по-късно. Асоциират я с Кадоанска група.
- Вакеро – синоним на Куеречо.
- Мансо – термин приложен към апачите, които били в приятелски отношения с испанците и мексиканците. Живели в областта южно от Тъксън, Аризона.
- Апачес де Синия – група спомената за първи път през 1629 г. Възможно е да е подразделение на навахо.
- Апачес дел Перило – може би подразделение на мескалеро.
- Сиера Бланка – испанско име отнасящо се до 3 апачески групи. Първата живеела в Сиера Бланка в Ню Мексико спомената за първи път през 1653 г. След Въстанието пуебло през 1680 г. са наречени Фараонес. Втората група живяла северно от Ратън Ривър в югоизточно Колорадо идентифицирана по-късно като Карлана. Третата група живяла в Уайт Маунтънс в Аризона – днешните Уайт Маунтънс апачи.
- Картелехо – група на прерийните апачи живяла в западен Канзас около 1650 г.
- Палома – група на прерийните апачи живяла североизточно от Картелехо. Синоними – Калчуфинес, Ескалчуфинес.
- Апачес дел Ачо – появява се за първи път през 1680-те. Не е известно към коя група се отнася това име.
- Канси – френско име за прерийните апачи, отнасящо се до кайова-апачите, липан и вероятно фараонес.
- Апачес Колорадос – споменава се за първи път през 1694 г. Отнася се до Вакерос живели на река Канейдиън (Рио Колорадо).
- Апачес дел Мекон – споменава се за първи път през 1694 г. Не е известно името за коя група се отнася.
- Апачес Конехерос – споменава се през 1695 г. Не е известно за коя група се отнася.
- Чилпанес – група на липан, живяла на река Канейдиън през 1700 г.
- Апачес де Трементина – споменава се през 1702 г. Не е известно за коя група се отнася.
- Лимитас – споменава се през 1706 г. Неизвестно за коя група.
- Пенхайес – група на прерийните апачи спомената през 1706 г.
- Флечес де Пало – група на прерийните апачи спомената през 1706 г.
- Пелонес – група на прерийните апачи спомената през 1706 г. През 1746 г. живеят на Ред Ривър и се идентифицират с Ипандис (липан).
- Нифора – общ термин използван от папаго, пима и марикопа за враждебните племена. Така пима са наричали явапаите. Споменато е за първи път през 1716 г.
- Падука – френски термин отнасящ се първоначално до няколко прерийни племена. Апачи падука, име записано от ранцузите вероятно се отнася до Картелехо. Споменато е за първи път през 1717 г. По-късно терминът започва да се използва за команчите.
- Ябипаи – име, което понякога е прилагано към всички апачи.
- Лянеро – испанско име отнакящо се до групите, които сезонно ловували бизони в равнините. Името по-специално се отнася до липан, натаге и карлана. Подразделения със същото име има сред хикариля и мескалеро.
- Липиянес – вероятно синоним на лянеро или натаге.
- Натаге – споменава се около 1726 г. и се отнася до Апачес де Сиете Риос, Сиера Бланка и Фараонес в югоизточно Ню Мексико. Към 1745 г. се казва, че натаге се състоят от 2 групи, мескалеро в района на Ел Пасо и Орган Маунтънс и Салинерос в областта на Рио Саладо. Вероятно синоним на мескалеро.
- Чафалоте – слабо документирана група в южно Ню Мексико спомената за първи път през 1775 г. Групата вероятно носи името на вожда Чафалоте от Хила апачите.
- Калво – група носеща името на своя вожд, Капитан Калво, спомената през 1791 г. Вероятно подразделение на мескалеро, което ловува заедно с липан на изток в Ляно Естакадо.
- Апачес де Хила (Хила апачи) – името се отнася до групите живеещи южно от река Хила в Аризона и Ню Мексико. През 18 век името се използва за същите групи, за да се отделят от другите апачи на изток от Рио Гранде и навахите. Испанците понякога използват този термин за западните апачи, живеещи в района на Сан Карлос и планините Хила. Понякога тези апачи са наричани и Койотеро. Испанците никога не смесват Хила апачите със западните апачи и с чирикауа. В ранния американски период терминът Хила апачи се използва за обозначаването на групите моголон и апачите от медните мини, но понякога се използва и за мимбреньо. По-късно през 19 век термина се използва общо за Койотеро, Моголон, тонто и мимбреньо и понякога включва и пиналеньо, чирикауа и явапаи.
- Салинерос – испанско име отнасящо се до няколко групи вероятно принадлежащи към Хила апачите, които живеи южно от солените езера Зуни. За първи път името се употребява за отделна група, живееща близо до Манзано Салинас в Ню Мексико. Друга група със същото име се идентифицира с натаге живеещи на Рио Саладо (Пекос) през 1745 г.
- Карлана – име на група на прерийните апачи известна и като Сиера Бланка. Живели в Ратън Меса в Колорадо. Към 1726 г. се смесват с Картелехо и Палома. От 1730-те трите групи живеят сред хикариля.
- Апачес де Сиете Риос – група, живееща между планините Гуаделупе и река Пекос. Споменати са за първи път през 1659 г. След 1726 г. се наричат Фараонес. Двете имена се отнасят до Натаге.
- Апачес де Чилмо – група западно от Рио Гранде, живееща северно от мансо и южно от Акома, носеща името на вожда и.
- Фараонес – група спомената за първи път през 1675 г. След 1720 г. името започва да се прилага за всички апачи, живеещи между Пекос и Рио Гранде в района на Санта Фе, стигащи на юг до Рио Кончос в Мексико.

През късния 18 век се появяват два списъка с имена на апачески групи с техните испански и апачески имена:
Хюго де Оконър записва през 1770-те имената:
- Чирикагуи (Сегиланде)
- Хиленьос (Сетосенде)
- Мимбреньос (Чикуенде)
- Мезкалерос (Зетосенде)
- Фараонес (Селсаисаненде)
- Ранчерия на Паскуал (Кулкахенде)
- Ранчерия на Ел Лигеро (Чахугинде)
- Ранчерия на Алонсо (Инсагенде)
- Ранчерия на капитан Вигот (Сигиланде)
- Натаге (Зетосенде)

Вторият списък е записан от Антонио Кордеро през 1796 г.:
- Тонтос (Винни еттиненне)
- Чирикагуис (Сегатахенене)
- Хиленьос (Тикуенне)
- Мимбреньос (Икухунне)
- Фараонес (Интахенне)
- Мескалерос (Сехенне)
- Лянерос (Кулкахенне)
- Липанес (Липахенне)
- Навайос (Ютахенне)[2]